# Saskia Vredeveld
Saskia Vredeveld (Kaapstad, 1959) is een Nederlands-Zuid-Afrikaanse regisseur en documentairemaker. In haar werk ligt de nadruk vooral op Zuid-Afrika waarover ze sinds 1988 een reeks documentaires maakte. Haar werk is regelmatig vertoond op festivals, waaronder IDFA en het Nederlands Filmfestival.

## Biografie
Vredeveld woonde tot haar zeventiende met haar ouders in Kaapstad, Zuid-Afrika. Toen het gezin terugkeerde naar Nederland werd Vredeveld voor het eerst geconfronteerd met beelden van apartheid en onderdrukking in Zuid-Afrika en met het negatieve beeld dat in Nederland van Zuid-Afrika bestond. Om kritische reacties te voorkomen zei ze vaak dat ze uit Canada of Australië kwam. Zij studeerde in Nederland een paar jaar theologie, en daarna fotografie en film aan de Universiteit van Westminster in Londen. Zij studeerde af als regisseur, producent en scenarioschrijver aan de Nederlandse Filmacademie en het Binger Filmlab (Maurits Binger Film Instituut) in Amsterdam.

## Werk
Vredeveld maakte meer dan twintig documentaires, voor het merendeel over Zuid-Afrika, voor onder andere de VPRO en Ikon. Zij zegt zelf dat ze op deze manier probeert te ontdekken waar ze vandaan komt. Haar documentaires gaan over uiteenlopende onderwerpen. Zij wil de verhalen vertellen over mensen die in het veranderende Zuid-Afrika over het hoofd worden gezien en over verrassende mensen. Zij heeft haar eigen productiebedrijf Peacefield Films en maakt ook kunstfilms voor musea. Haar werk werd getoond op het IDFA en het Nederlands Film Festival. Daarnaast is ze actief als fotograaf.
Hartseer Land (1991) is een documentaire over de AWB, een extreemrechtse organisatie van blanke boeren in Zuid-Afrika, die zich bedreigd voelen door de veranderingen van de regering van Frederik Willem de Klerk en Nelson Mandela. Het was de eerste documentaire die van binnenuit een beeld schetste van de extreemrechtse beweging in Zuid-Afrika. 
Zwarte toekomst (1992) gaat over toename van het aantal zelfmoorden onder witte Zuid-Afrikanen. In White poverty (2010) belicht Vredeveld armoede onder witte Zuid-Afrikanen terwijl Black Diamond (2010) gaat over de groeiende welvarende zwarte middenklasse.
Letters to Zohra (2012) gaat over het leven van de anti-apartheid activist Ahmed Kathrada, met als rode draad de brieven die hij vanuit de gevangenis schreef aan zijn nichtje Zohra. Datzelfde jaar produceerde ze ook een documentaire over de politicus en vredesactivist Ela Gandhi (Ela Gandhi, 2012), de kleindochter van Mahatma Gandhi.
In Leaving Mandela Park (2010) volgde ze vijf kinderen die door middel van muziek en dans willen ontsnappen aan de armoede van de townships. Zij werkt aan een vervolgdocumentaire Swan Lake Slums, die toont hoe het met de kinderen is gegaan.
Haar film A fool's paradise (2019) is het verslag van een reis door het Zuid-Afrikaanse binnenland, langs plaatsen met Nederlandse namen. Het is geïnspireerd op het boek 1599 km tussen Amsterdam en Gouda van de Nederlandse historicus en schrijver Bart de Graaff, met wie ze bij enkele van haar documentaires samenwerkte. De film ging in première op het Nederlands Film Festival 2019.
Vredeveld maakte documentaires over twee fotografen: Self portrait, Roger Ballen (2002) over de in Zuid-Afrika wonende Amerikaanse fotograaf Roger Ballen, en No more heroes (2007) over de Nederlandse popfotograaf Kees Tabak.
Ze filmde enkele maanden lang in de Bijlmerbajes, waar ze het dagelijks leven vastlegde en gevangenen bevroeg over hun verlangens en dromen. (Bijlmer Bajes Blues, 2003)
Behalve documentaires maakte Vredeveld ook enkele drama-films: De man in het raam (1993), Memento Mori, (2005) en The Asylum (2013). Bij deze laatste twee films werkte ze samen met de fotograaf Roger Ballen, over wie in 2002 een documentaire had gemaakt. Asylum werd geselecteerd voor het BFI London International Film Festival.

## Films (selectie)
- A fool's paradise (2019)
- The Asylum (2013) - drama
- Ela Gandhi (2012)
- Letters to Zohra - Brieven aan Zohra (2012)
- Leaving Mandela Park (2010)
- Black Diamond (2010)
- White poverty - Arme Blanken (2009)
- No More Heroes - De fotograaf Kees Tabak (2007)
- Memento Mori (2005) - drama
- Bijlmer Bajes Blues (2003)
- Self Portrait, Roger Ballen (2002)
- Out of Eden (2002)
- Reisverhalen - De trein naar Havana (2000)
- Across the border - Over de grens (1999)
- De man in het raam (1993) - drama
- Een zwarte toekomst (1992)
- Hartseerland (1991)
- Heimwee naar Zuid-Afrika - drieluik (1988)